# ملكة جمال الولايات المتحدة الأمريكية 1963
ملكة جمال الولايات المتحدة الأمريكية 1963 (بالإنجليزية: Miss USA 1963)‏ هي النسخة الثانية عشرة من مسابقة ملكة جمال الولايات المتحدة الأمريكية منذ انطلاقتها عام 1952، أقيمت المسابقة في ميامي بيتش ، فلوريدا في 17 يوليو 1963. وفازت بالمسابقة ماريت أوزرس من إلينوي ، وتوجت من قبل حاملة اللقب المنتهية ولايته ماسيل ليلاني ويلسون من ولاية هاواي. كانت أوزرس المولودة في لاتفيا أول امرأة ولدت خارج الولايات المتحدة تفوز بلقب ملكة جمال الولايات المتحدة الأمريكية، وثاني متسابقة من ولاية إلينوي حقق اللقب، مثلت ماريت أوزرس بلداها الولايات المتحدة الأمريكية في مسابقة ملكة جمال الكون ذلك العام وحلت في المركز الخامس عشر في الدور نصف النهائي في مسابقة ملكة جمال الكون عام 1963. وكانت هذه أول ملكة جمال للولايات المتحدة يتم بثها على شاشة التلفزيون ، وتم بثها لأول مرة على شبكة سي بي إس والتي ستبقى في السنوات الـ 39 المقبلة.

## النتائج

### المراكز النهائية
| النتائج النهائية                          | المتنافسة |
| ----------------------------------------- | --- |
| ملكة جمال الولايات المتحدة الأمريكية 1963 | - إلينوي - ماريت أوزرس |
| الوصيفة الأولى                            | - مقاطعة كولومبيا - ميشيل ميترينكو |
| الوصيفة الثانية                           | - ميزوري - ساندرا مارلين |
| الوصيفة الثالثة                           | - كولورادو - ريا لوني |
| الوصيفة الرابعة                           | - كاليفورنيا - فرانسين هيراك |
| أفضل 15                                   | - ألاباما - دينا ارمسترونج - أريزونا - ديان ماكغاري - ماساتشوستس - ساندرا سميث - ميشيغان - باميلا ساندز - نيفادا - كاتي فرانسيس - نيو مكسيكو - ساندرا فولينجيم - نيويورك - جين كوين - أوكلاهوما - روبرتا موزير - كارولاينا الجنوبية - سيسيليا يودر - تينيسي - بوبي مورو |

## المتسابقات
قائمة الولايات والمندوبات المشاركات في مسابقة ملكة جمال الولايات المتحدة الأمريكية 1963:
| - ألاباما - دينا ارمسترونج - ألاسكا - نينا ويلي - أريزونا - ديان ماكغاري - أركنساس - شيريل بيشتيلهايمر - كاليفورنيا - فرانسين هيراك - كولورادو - ريا لوني - كونيتيكت - جيل دينان - ديلاوير - سوزان كوالسكي - مقاطعة كولومبيا - ميشيل ميترينكو - فلوريدا - ليندا إيغلاند - جورجيا - بريندا سيغريفز - هاواي - سوزان مولينا - إلينوي - ماريت أوزرس - إنديانا - فيكي ليتل - آيوا - رامونا ميلور - كانساس - ديان ستوكر - كنتاكي - ماري أرنولد - لويزيانا - بيجي روميرو - مين - لوريل باركر - ماريلند - مارشا ميترينكو - ماساتشوستس - ساندرا سميث - ميشيغان - باميلا ساندز | - مسيسيبي - جوان كينبرو - ميزوري - ساندرا مارلين - نبراسكا - ساندي زيمر - نيفادا - كاتي فرانسيس - نيوهامبشير - جوني ماكليود - نيوجيرسي - جودي آيرز - نيومكسيكو - ساندرا فولينغيم - نيويورك - جين كوين - كارولاينا الشمالية - ترودي كاوثن - أوهايو - جلوريا ماكبرايد - أوكلاهوما - روبرتا موزير - أوريغون - جوزيت فيشر - بنسيلفانيا - ديبورا كاردونيك - رود آيلاند - روزماري ديكنسون - كارولاينا الجنوبية - سيسيليا يودر - تينيسي - بوبي مورو - تكساس - شيريل ويلبورن - يوتا - كارلا دينيوس - فيرمونت - إلين سنتربار - فيرجينيا الغربية - نينا دينتون - ويسكونسن - لين كورشونوف |

## روابط خارجية
- موقع ملكة جمال الولايات المتحدة الأمريكية الرسمي